# Doctor Liceaga
Doctor Liceaga är en ort i Mexiko.   Den ligger i kommunen Tancoco och delstaten Veracruz, i den sydöstra delen av landet, 240 km nordost om huvudstaden Mexico City. Doctor Liceaga ligger 332 meter över havet och antalet invånare är 310.
Terrängen runt Doctor Liceaga är varierad. Runt Doctor Liceaga är det tätbefolkat, med 257 invånare per kvadratkilometer. Närmaste större samhälle är Naranjos, 16,9 km nordost om Doctor Liceaga. Trakten runt Doctor Liceaga består till största delen av jordbruksmark.